# Место произрастания Бриории двуцветной у горы Видпахк
Ме́сто произраста́ния Брио́рии двуцве́тной у горы́ Видпа́хк — государственный ботанический (видоохранный) памятник природы на территории Ловозерского района Мурманской области. Имеет научное значение.

## Расположение
Памятник расположен в восточной части Кольского полуострова в центральной части Ловозерского района к северу от возвышенностей Кейвы между реками Рова и Ягельный Пальник в окрестностях горы Видпахк и возвышенностей к юго-востоку от неё. Расстояние от памятника природы до Мурманска — 180 километров, до Ловозеро — 72 километра, до ближайшего населённого пункта — Краснощелья — 55 километров.
Точные границы памятника: от места впадения безымянного ручья с левого берега реки Рова (к северу от высоты 260,4) по прямой 4,65 километра на северо-запад до безымянной высоты в 1,3 километре к западу от горы Виддпахк, далее по прямой 2,25 километра на северо-восток до крайней южной точки безымянного озера в 1,4 километре к северу-северо-востоку от горы Виддпахк, затем по прямой 4,77 километра на юго-восток до высоты 288,3, потом по прямой 1,65 километр на юг до пересечения границы оленеводческих хозяйств «Тундра» и «Оленевод» (изгороди для оленей) с безымянным ручьем, впадающим с левого берега в реку Рова, далее 2,2 километра по границе оленеводческих хозяйств «Тундра» и «Оленевод» (по изгороди для оленей) на юго-запад до пересечения этой границы (изгороди) с левым берегом реки Рова и затем по левому берегу реки Рова против её течения до точки, с которой начато описание границы. Площадь охраняемой территории — 1500 га.

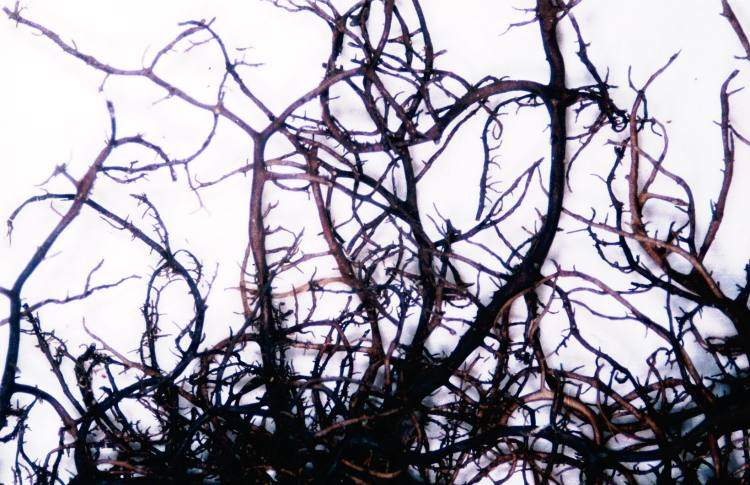
Бриория двуцветная крупным планом

## Описание
Территорию памятника природы занимает ряд возвышенностей, часть из них покрыта тундровой растительностью, часть — зарослями берёзы высотой до 3,5 метров, и несколько заболоченных небольших ручьёв и озёр. На свободных от болот участках между сопками произрастает редкий для Кольского севера занесённый в Красную книгу Мурманской области вид лишайников— бриория двуцветная (Bryoria bicolor). На данный момент это единственное известное место обитания бриории двуцветной. На сухих участках в большом количестве встречаются кустарники — черника и вороника. В окрестностях памятника обитают стада одомашненного северного оленя, кроме того, болотный комплекс на территории памятника является кормовой базой для многих хищных птиц восточного Кольского полуострова.
Среднемесячная температура в районе памятника составляет 12 °C для самого тёплого месяца и −14,3 °C для самого холодного. Годовое количество осадков — 376 мм.
«Место произрастания Бриории двуцветной у горы Видпахк» стал одним из трёх последних учреждённых в Мурманской области памятников природы (вместе с памятниками «Губа Ивановская» и «Птичьи базары губы Дворовой»). Постановление о присвоении статуса было подписано Правительством Мурманской области 18 февраля 2009 года.

## Статус
Ответственные за контроль и охрану памятника — Дирекция государственных особо охраняемых природных территорий регионального значения Мурманской области и СХПК «Тундра». На охраняемых землях запрещены: выпас домашнего скота, охота, любые производственные работы, туризм и любое пребывание людей в период с 1 мая по 30 августа, передвижение на автотранспорте и любые действия, ведущие к загрязнению памятника природы. Разрешены: сбор грибов и ягод, рыбалка и посещение памятника природы без разбивания мест отдыха в период с 1 сентября по 30 апреля.

## Карта местности
Лист карты Q-37-I,II Краснощелье. Масштаб: 1 : 200 000.